# زوارت‌اسلایس
زوارت‌اسلایس (به هلندی: Zwartsluis) یک منطقهٔ مسکونی در هلند است که در زوارته‌واترلاند واقع شده‌است. زوارت‌اسلایس ۴٬۷۳۵ نفر جمعیت دارد.